# Pobryndané spisy
Pobryndané spisy (anglicky Portions From a Wine-Stained Notebook: Uncollected Stories and Essays 1944-1990) je sbírka novinových sloupků, povídek a esejů amerického spisovatele Charlese Bukowského z let 1944 – 1990, kterou sestavil a doplnil úvodem David Stephan Calonne. Jde o jeden ze tří posmrtných výborů těchto literárních děl, další dva jsou Absence hrdiny (2010) a Další zápisky starého prasáka (2011). Vydalo jej nakladatelství City Lights Books (jehož zakladateli jsou Lawrence Ferlinghetti a Peter D. Martin) v roce 2008.
Česky ji vydalo nakladatelství Argo v roce 2009. Na překladu se podílela pětice lidí: Bob Hýsek, Martina Knápková, Michaela Marková, Ladislav Nagy a Martin Svoboda.
Obsahuje např. nejranější literární výtvory Charlese Bukowského, vůbec první otištěné povídky Důvody málo strohého odmítnutí a Dvacet tanků z Kasseldownu, pornografické povídky pro erotické časopisy, fejetony pro undergroundový časopis Open City a mnoho dalšího unikátního materiálu.
Kniha podává autora v trochu jiném světle, osobitějším, důvěrnějším. Z toho důvodu se do ní čtenář lépe ponoří, pokud se již orientuje ve spisovatelově tvorbě.

## Obsah
- Úvod – vytvořil a opatřil bibliografickými poznámkami David Stephen Calonne.

- Důsledky málo strohého odmítnutí (Aftermath of a Lengthy Rejection Slip) – první autorova publikovaná povídka vydaná časopisem Story v r. 1944. Je zde cítit inspirace knihou Zeptej se prachu od Johna Fanteho.

- Dvacet tanků z Kasseldownu (20 Tanks from Kasseldown) – otištěno v Portfolio: An Intercontinental Quarterly roku 1946. Muž zavřený ve vězení přemýšlí o absurditě života.

- Bez hudby to není ono (Hard without Music) – Larry se chce přestěhovat a hodlá prodat svou ceněnou sbírku gramofonových desek vážné hudby. Na inzerát se mu ozvou dvě jeptišky. Během prodeje jim sděluje, co cítí při poslechu této nádherné hudby, jeptišky mu ale nerozumí.

- Trace: píšou redaktoři (Trace: Editors Write) – krátká úvaha o poezii a jejím publiku.

- Ze sešitu politého vínem (Portions from a Wine-Stained Notebook) – velmi specifická esej protkaná spoustou metafor i trochou poezie. Takový text dokáže napsat pouze člověk, kterému se zoufalství a vnitřní bolest staly věčnými průvodci životem.

- Nesouvislá esej o poetice a podělaným životě napsaná na šesti pivech (A Rambling Essay on Poetics and the Bleeding Life Written While Drinking a Six-Pack (Tall)) – esej o autorově životních cestách, nasbíraných zkušenostech a ubohé úrovni oficiální poezie doplněná jednou básní (a reklamou na časopis Ole, ve kterém vyšla v r.1965).

- Na obranu jistého způsobu poezie, jistého způsobu života, jistého typu krevnatého stvoření, jenž jednoho dne zemře (In Defense of a Certain Type of Poetry, a Certain Type of Life, a Certain Type of Blood-Filled Creature Who Will Someday Die) – další zamyšlení nad tehdejším stavem poezie opět doplněné několika verši.

- Artaudova antologie (Artaud Anthology) – antologie francouzského spisovatele a básníka Antonina Artauda.

- Starý ožrala, kterému přestalo přát štěstí (An Old Drunk Who Ran Out of Luck) – Bukowského recenze knihy A. E. Hotchnera Papá Hemingway.

- Zápisky starého prasáka (Notes of A Dirty Old Man), str.78 – fejeton v časopise Open City o přístupu policistů k řidičům pod vlivem alkoholu (jichž jezdilo – a zřejmě i stále jezdí – po silnicích v USA nemálo).

- Esej bez názvu V poctě Jimu Lowellovi (Untitled Essay in A Tribute to Jim Lowell) – Bukowski přispěl do publikace Pocta Jimu Lowellovi vydané v Clevelandu v červnu 1967 a určené k získání prostředků na jeho obhajobu. Tou dobou se snažil americký establishment potlačit narůstající vlnu undergroundových a avantgardních publikací formou policejních razií v různých knihkupectvích orientovaných na nezávislou tvorbu. 1.11.1966 proběhla šťára v knihkupectví Earth Books Steva Richmonda. Následovaly razie v knihkupectví Asphodel právě Jima Lowella v Clevelandu a v newyorském Peace Eye Eda Sanderse. Richmondovo Earth Books zůstalo otevřené a on sám se po propuštění na kauci stal aktivistou usilujícím o zrušení cenzury.[3]
- Zápisky starého prasáka (Notes of A Dirty Old Man), str.84 – povídka. Bukowski bydlí u starší paní v San Franciscu v podnájmu. Je na něj milá, půjčí mu gramofon, pozve ho na večeři se svojí vnučkou a jejím italským manželem. Bukowski trpí pocitem méněcennosti a tak se nalívá vínem, jak to jde. Manžel musí na noční a Charles zůstává sám s vnučkou. Již dva roky drží nedobrovolně celibát. Dál už se to vydržet nedá... Ale takhle se to vlastně neseběhlo. Nebo ano?

- Kterak mi nikdo nevěřil, že jsem Allen Ginsberg (The Night Nobody Believed I was Allen Ginsberg) – humorný příběh o jednom barovém incidentu, několika rvačkách a úprku před davem, který má chuť lynčovat...

- Máme nakopat strýčka Sama do prdele? (Should We Burn Uncle Sam’s Ass?) – pojednání o společenském zřízení, (ne)možnosti změny a co je potřeba k tomu, aby bylo na světě líp...

- Stříbrný Kristus ze Santa Fe (The Silver Christ of Santa Fe) – typická Bukowského povídka - party, spousta pití, (většinou) nudné kecy, soulož (tentokrát nepodařená).

- Zpověď starého prasáka (Dirty Old Man Confesses) – přesně jak napovídá název, je to výtah o životních zkušenostech, postojích a láskách autora, člověka, který se stal opilcem, útočiště hledal v malých kamrlících, kde seděl za staženými roletami a říkal si, co je to jenom za svět a proč je tak divný. Nebyl si jist, zda za to může jeho otec, on sám nebo oni.

- Čtení a kopulace ve prospěch Kennetha P. (Reading and Breeding for Kenneth) – co se seběhlo na benefici pro Kennetha Patchena. Do povídky zpracované kritické hodnocení autorů, kteří na benefici prezentují přeslazenou, od reality na míle vzdálenou tvorbu. Bukowski přednese báseň o striptérce, o sexuálním závislákovi a o chlapovi, který toužil jedné ženské lízat zadek.

- Losangeleská scéna (The L.A. Scene) – představení losangeleské undergroundové literární scény plus něco málo z Bukowského autobiografie. Pod zkratkou T.J. se ukrývá John Thomas, H.N. je Harold Norse. Pro ty, které děsí představa města řízeného radnicí plnou „ctihodných“ a „vzorných“ občanů má Bukowski naději. Stále budou existovat šílenci, géniové na okraji propasti, ztracenci, alkáči, odpůrci všeho konvenčního, kteří se derou proti proudu a oddávají se depresím, umění, závislostem, zkrátka čemukoli, co nezapadá do běžné rovnice.

- Pár poznámek k životu zestárlého básníka (Notes on the Life of an Aged Poet) – Bukowského návod, jak se z člověka může stát spisovatel a co to obnáší. A také zpověď o odchodu z více než desetiletého zaměstnání na poště a přerodu ve spisovatele. Potíže s vymáháním tantiém (zejména v Německu).

- O matematice dechu a cestě, jíž se vydat (Mathematics of the Breath and the Way) – něco o stylu psaní, vzájemné rivalitě a závisti a undergroundových časopisech.

- Zápisky starého prasáka (Notes of A Dirty Old Man), str.158 – o promarněných lidských životech, otravných lidech, kteří se nerozpakujou zvonit ve 3 ráno, o vězeních a taky o kultuře.

- Zápisky starého prasáka (Notes of A Dirty Old Man), str.164 – Bukowski se vracívá domů (vlastně do podnájmu) a často se potkává s ostatními nájemníky. Není s nimi něco v pořádku. Sledují troje zprávy za večer a v deset jdou spát. Z jejich bezduchých frází se mu zdvihá kotel. Opustila jej múza. Chodí na parkoviště šmírovat ženské. Zdá se mu erotický sen. Došel mu toaleťák. V obchoďáku narazí na pořádnou kost, ale není to sekretářka Henryho Millera...

- Zápisky starého prasáka (Notes of A Dirty Old Man), str.171 – něco málo o výkalech.

- Nepublikovaná předmluva ke knize Williama Wantlinga Sedmkrát o stylu (Unpublished Foreword to William Wantling's 7 on Style) – hold vzdaný zesnulému příteli Billovi Wantlingovi, Bukowski jím trochu ulevil svému svědomí, neboť na okolnostech jeho smrti měl určitý podíl (viz Biografie Charlese Bukowského - kapitola William a Ruth Wantlingovi).

- Džegroteska (Jaggernaut: Wild Horse on A Plastic Phallus) – Bukowského přítomnost na koncertě Rolling Stones.

- Hrajeme koně (Picking the Horses) – aneb jak na závodišti vyhrát či alespoň neprohrát. Pár tipů ohledně vsázení na koně, které měl Bukowski po letité praxi v malíčku.

- Zdravý pohyb na zdravém těle (Workout) – pornografická povídka pro časopis Hustler.

- Jak se to seběhlo (The Way It Happened) – netradiční sci-fi (!) povídka o pedofilovi, který je vyslýchán agenty FBI. Tvrdí jim, že Zemi přepadnou mimozemšťané...

- Zabíjení času (Just Passing Time) – syrová zpověď o okamžicích žhnoucího tepu přítomnosti vystřídaných nudou v zaplivaném baru, jedné hospodské bitce, cti a lidském hyenismu.

- Věci, co odvádějí literáta od práce (Distractions of the Literary Life) – jak vzniká povídka a co všechno se může přihodit, aby nebyla dokončena.

- Setkání s mistrem (I Meet the Master) – velice zajímavá story o setkání Charlese Bukowského s Johnem Fantem, svým idolem a literárním vzorem. Jeho jméno v povídce změnil na John Bante, Mary je Fanteho manželka Joyce, Alta je Bukowského druhá žena Linda Lee a Larkin Bukowského nakladatel John Martin.

- Li Po v Los Angeles dle Charlese Bukowského (Charles Bukowski’s Li Po) – 3 odstavečky o tom, kam všude by Bukowski pozval čínského básníka Li Pa v Los Angeles. V prvé řadě do svého oblíbeného podniku The Musso & Frank Grill, kde se občerstvoval i Ernest Hemingway, William Faulkner a Francis Scott Fitzgerald. Tady by si Buk poručil vodku s limetkovým džusem a Li-Po kvalitní červené víno. Odtud by šli k Bukowskému domů, kde by pokračovali v pití a debatovali. Chvíli by mluvil Hank, chvíli Li-Po a tak by uplynul příjemný večer. Možná by se jim chtělo napsat pár básní, zapálit je a poslat v přístavu po vodě. To, co je mimo nás, není zdaleka tak důležité jako to, co je v nás, i když s tím, co je mimo nás, musíme pochopitelně také žít.

- Vzpomínka na velikána (Looking Back at a Big One) – na „paškále“ je Ezra Pound, americký básník, esejista, překladatel a literární teoretik a Charles Bukowski mu říká ano. Podle něj byl Ezra Pound pro poezii tím, čím Ernest Hemingway pro prózu.

- Jiné Portfolio (Another Portfolio) – krátká stať o literárním magazínu Portfolio.

- Ten druhý (The Other) – detektivní příběh s obdobnými rysy jako román Škvár.

- Základní výcvik (Basic Training) – Charles Bukowski se rozepisuje o svém stylu tvorby a jazyku. Člověk, který většinu života prožije jako somrák a obyčejná lopata, který se válí v žumpách, pěstuje si šílenství a živí své předsudky, má daleko k učenosti, ale zatraceně blízko k realitě. Bukowského nebavilo ponižovat se kvůli penězům, když bylo nejhůř a nebylo kde složit hlavu, vyhledal hřbitov a natáhl se tam. To málo, co dokázal vydělat, investoval do laciného alkoholu, na jídlo často nezbylo. Byl jsem opravdový Hubený muž, kterému straší ve Věži. Když se probíral knihami v městské knihovně, aby našel spřízněnou duši, cítil faleš, neboť stránky byly naplněny rozbředlými nudnými texty. Chyběl v nich risk, život, opravdovost. Poté, co se vrhl za psací stroj, soustředil se na jednoduchost a sevřenost, která minimalizuje možnost chyby či lži. Po desetiletích přežívání v laciných podnájmech, přespávání v parcích, vysedávání v barech, zaplétání se s nejhoršími ženskými, po létech úmorných zaměstnání si jeho texty začaly nacházet cestu k publiku. A když se s odstupem času dozvěděl od své ženy Lindy Lee, že její matka se ještě stále pohoršuje nad jeho knihami, věděl, že splnil to, co chtěl. Kdyby se tchyni jeho knihy zamlouvaly, znamenalo by to, že se změnil, vyměkl, zaprodal.

| „ | Nalézt Život a udržet si ho až do smrti, to je v naší zbabělé, kruté, pobledlé společnosti problém, řekl kocour a udělal salto vzad. | “ |
| — Charles Bukowski - Na obranu jistého způsobu poezie, jistého způsobu života, jistého typu krevnatého stvoření, jenž jednoho dne zemře | |   |